# Six Flags St. Louis
Six Flags St. Louis est un parc à thèmes de la société Six Flags, situé à Eureka dans le Missouri, constitué d'un parc d'attractions, et depuis 1999 d'un parc aquatique (Six Flags Hurricane Harbor).

## Le parc
Les différentes zones du parc :
- 1904 World's Fair
- Britannia
- Chouteau's Market
- DC Comics Plaza
- Gateway to the West
- Hurricane Harbor
- Illinois
- Studio Backlot
- Bugs Bunny National Park

### Montagnes russes

#### En fonction
| Nom                                         | Type                                      | Constructeur                  | Année d'ouverture |
| ------------------------------------------- | ----------------------------------------- | ----------------------------- | ----------------- |
| Batman: The Ride                            | Montagnes russes inversées                | Bolliger & Mabillard          | 1995              |
| Boomerang                                   | Montagnes russes navette Boomerang        | Vekoma                        | 2013              |
| Boss                                        | Montagnes russes en bois                  | Custom Coasters International | 2000              |
| Mr. Freeze                                  | Montagnes russes lancées navette          | Premier Rides                 | 1998              |
| Ninja                                       | Montagnes russes assises                  | Vekoma                        | 1989              |
| River King Mine Train                       | Montagnes russes assises Train de la mine | Arrow Dynamics                | 1971              |
| Rookie Racer                                | Vekoma Junior Coaster                     | Vekoma                        | 2023              |
| Screamin' Eagle                             | Montagnes russes en bois                  | Philadelphia Toboggan Company | 1976              |
| Pandemonium                                 | Montagnes russes tournoyantes             | Gerstlauer                    | 2007              |
| American Thunder Anciennement Evel Knievel. | Montagnes russes en bois                  | Great Coasters International  | 2008              |

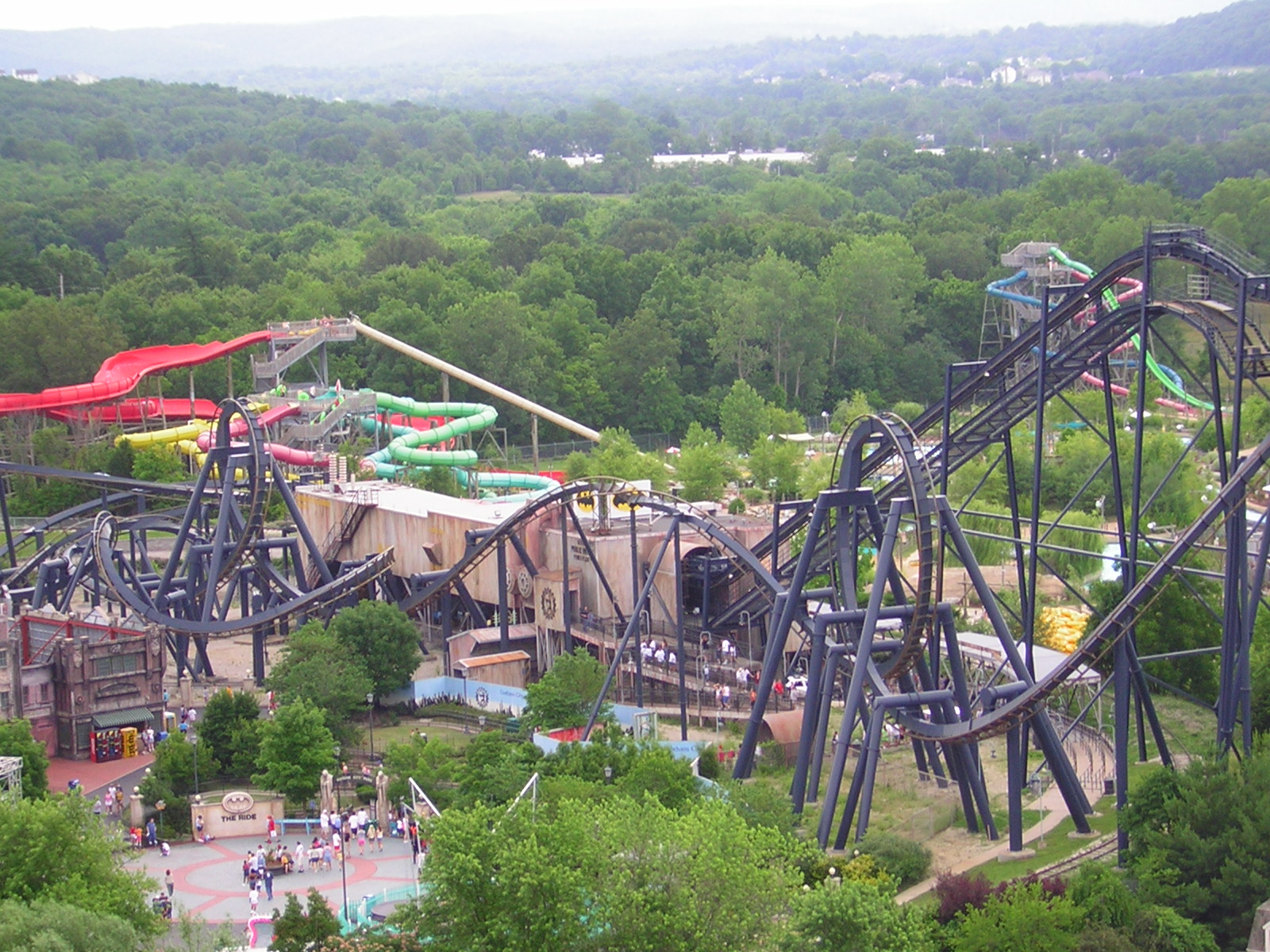
Batman: The Ride
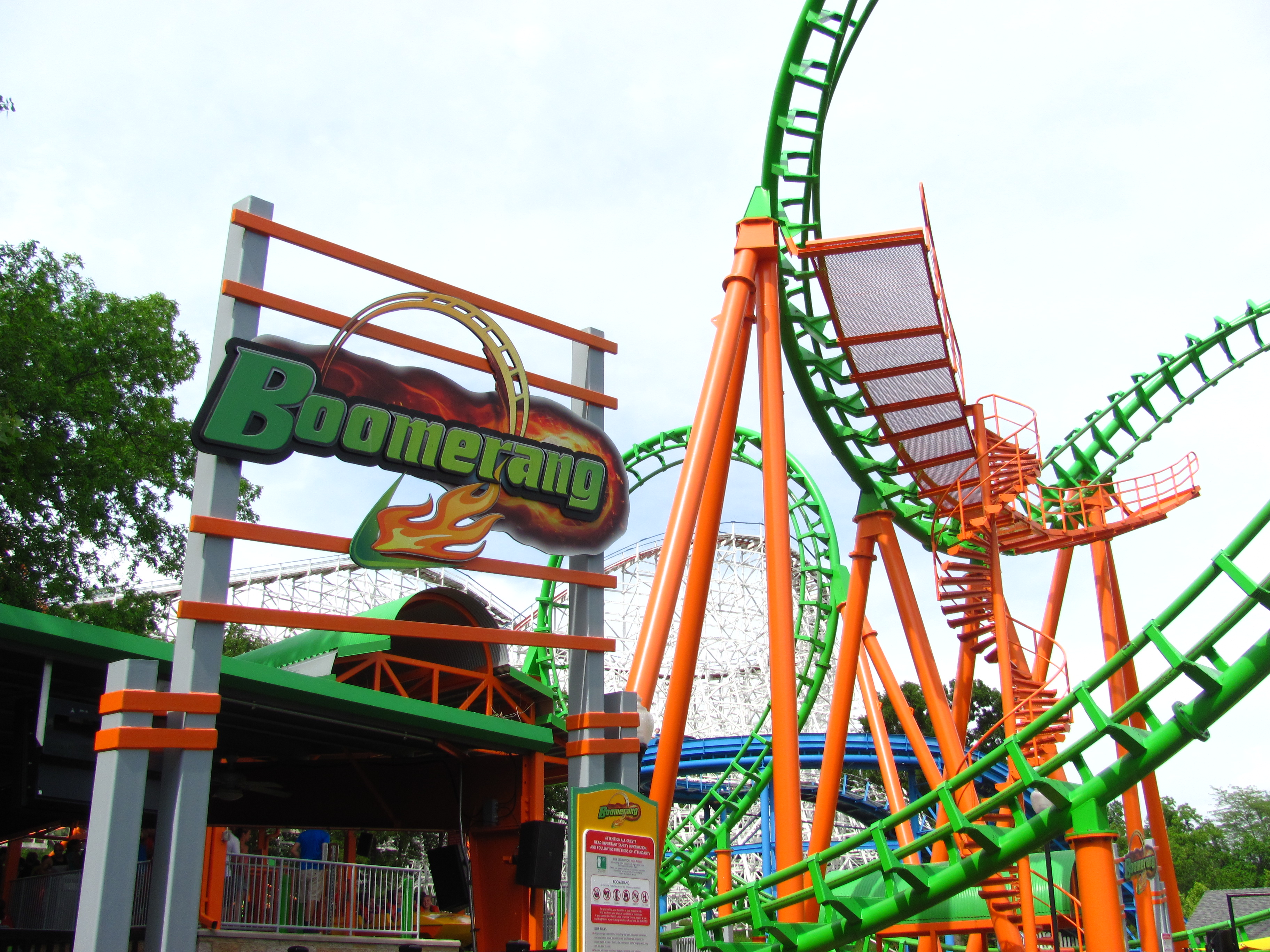
Boomerang
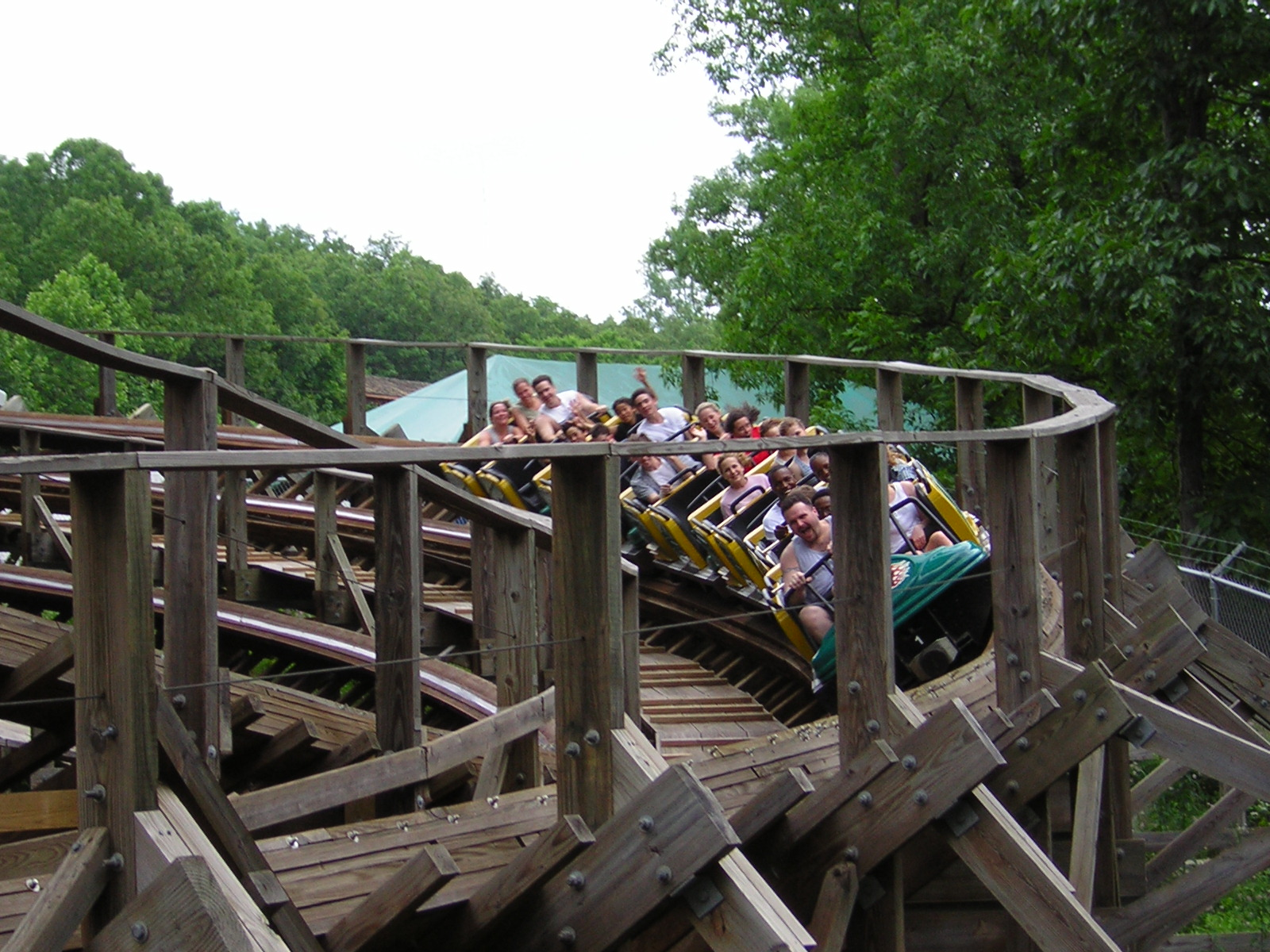
Boss
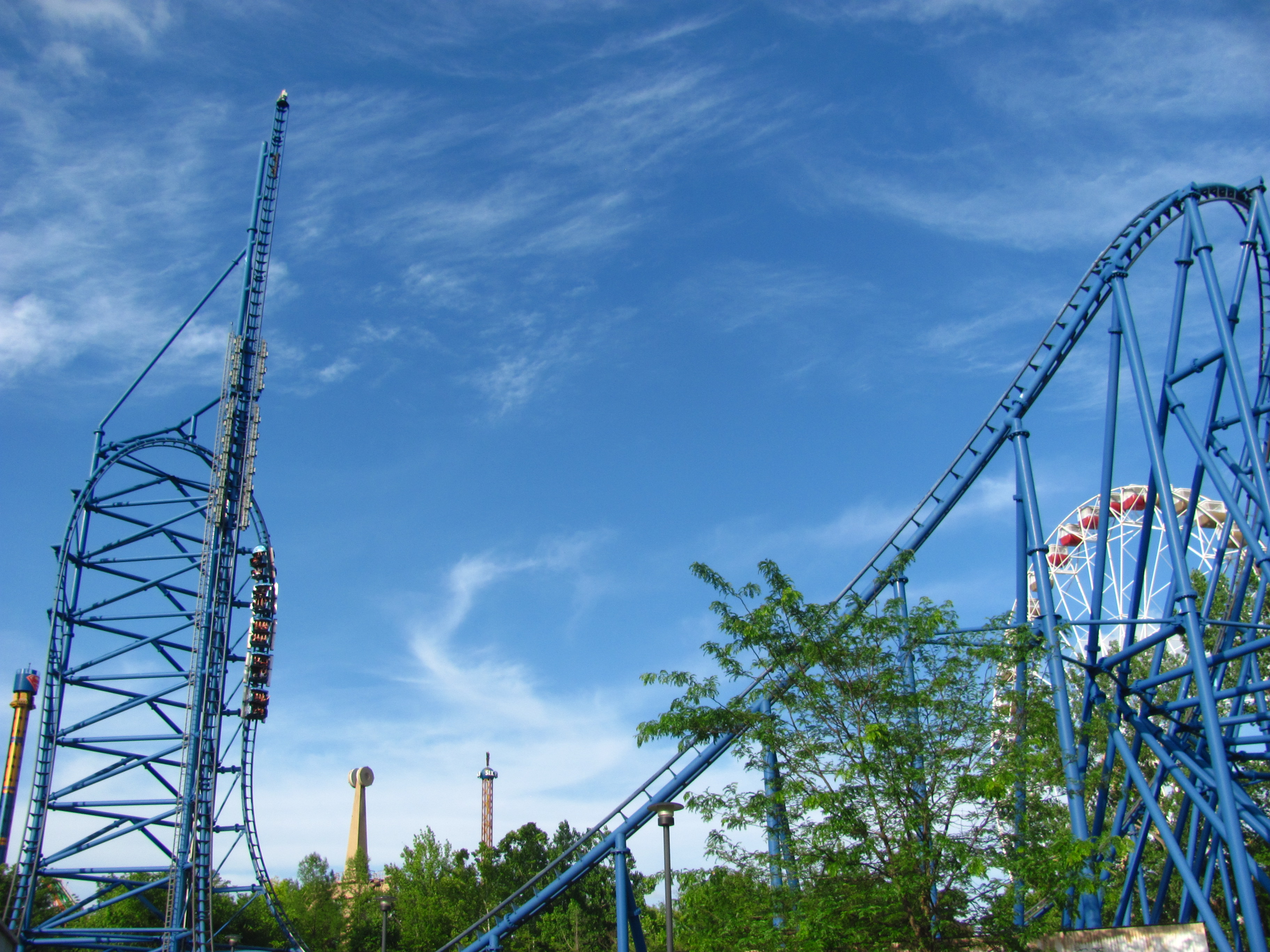
Mr. Freeze
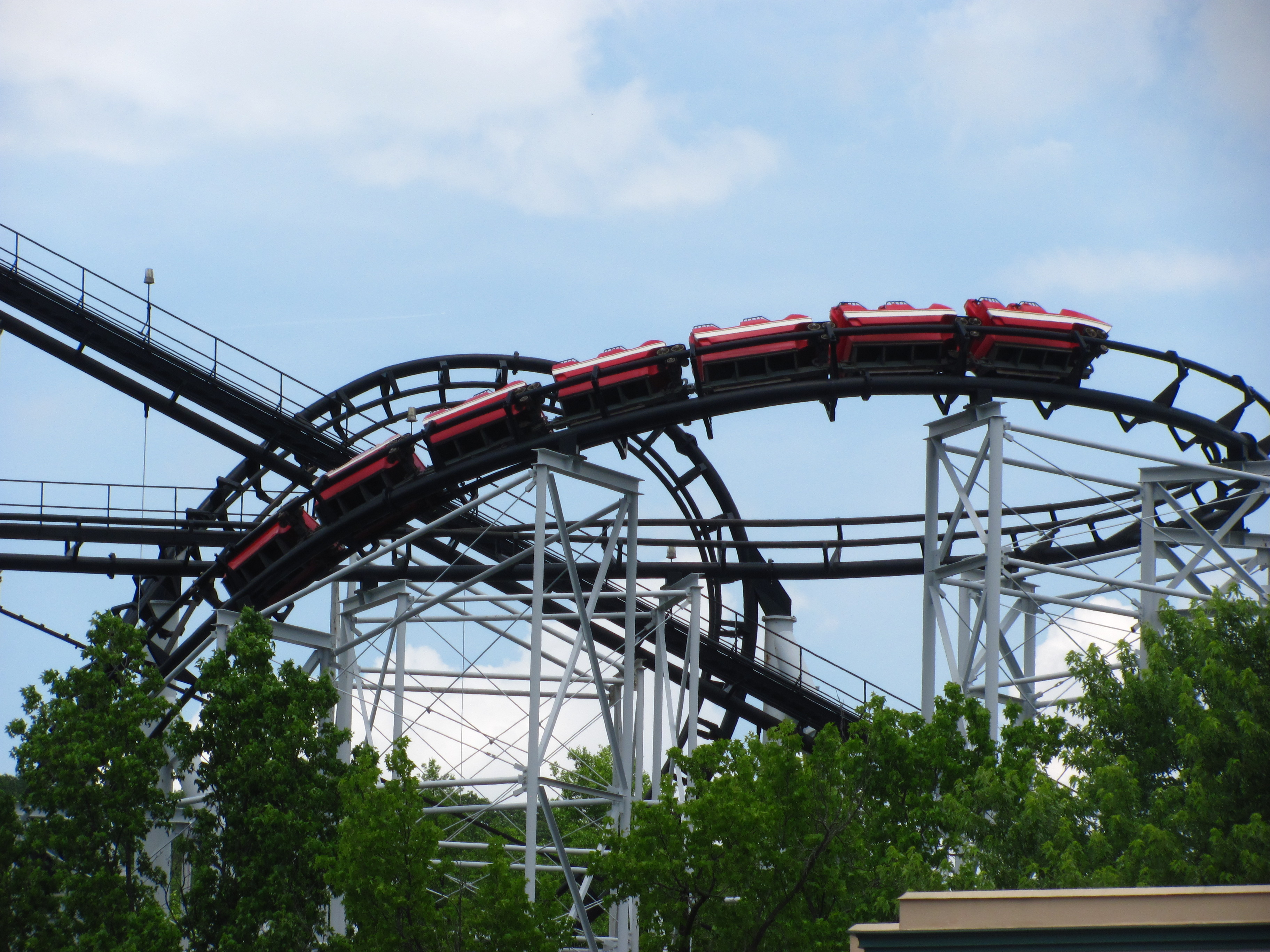
Ninja
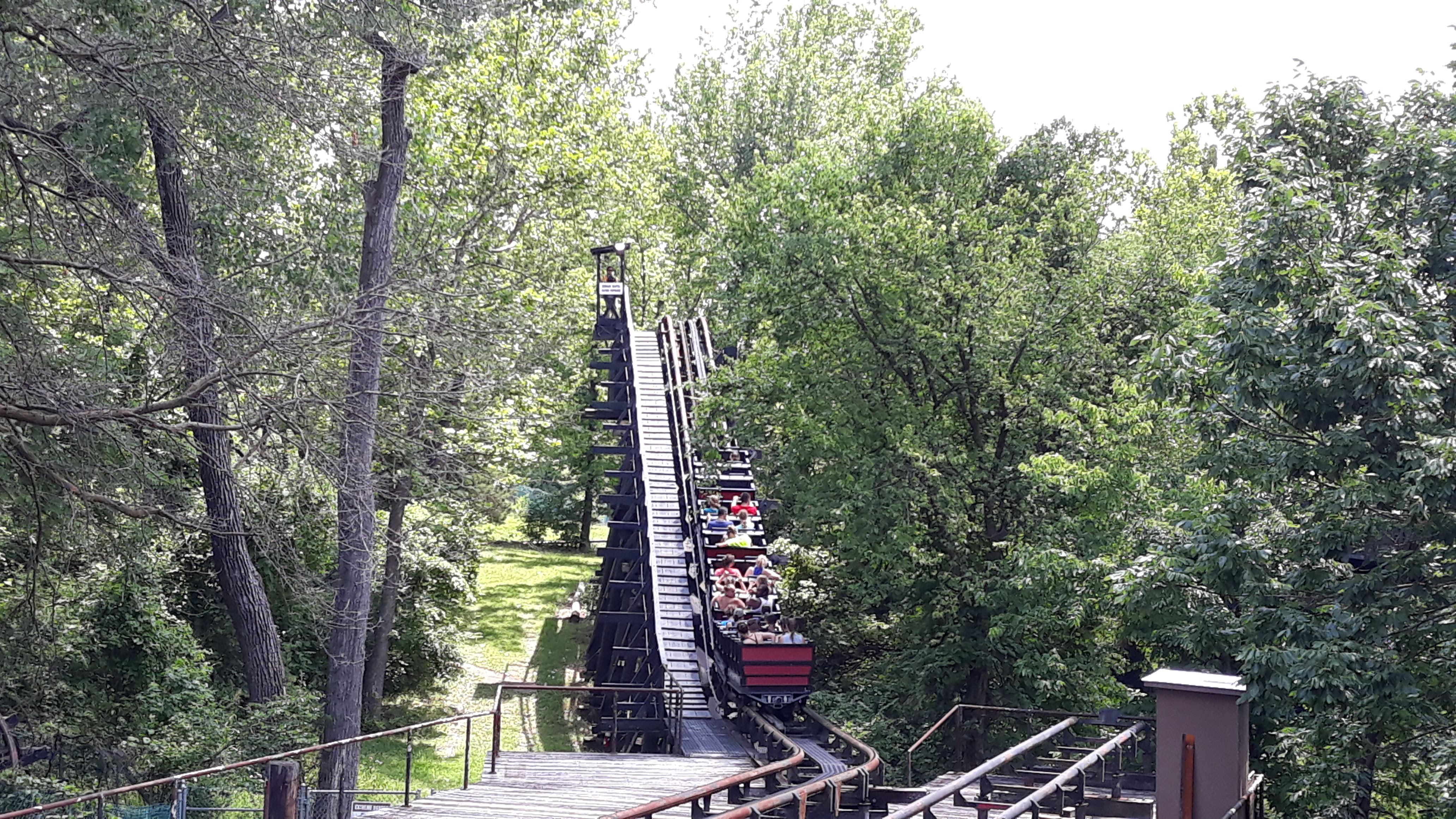
River King Mine Train
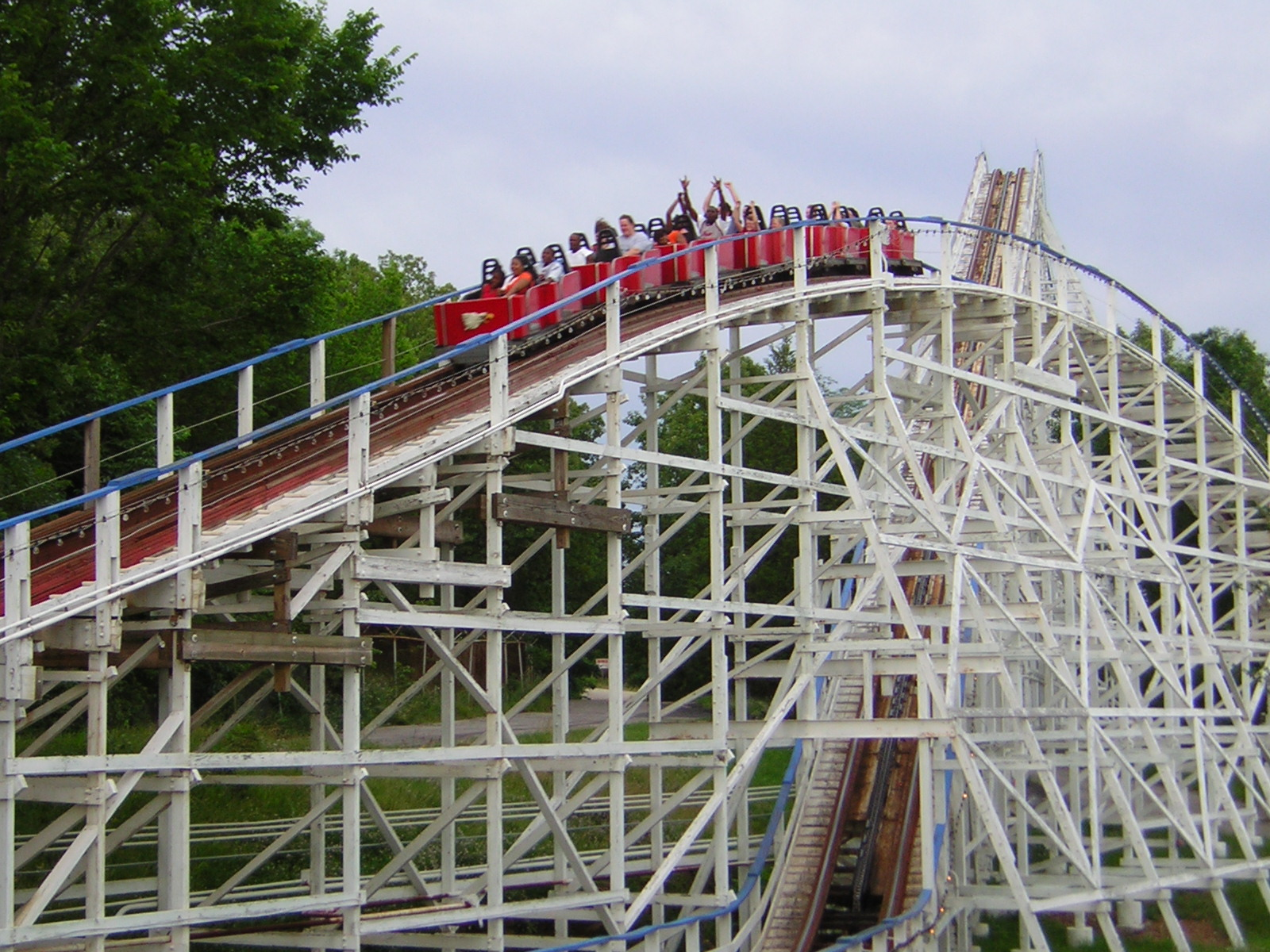
Screamin' Eagle
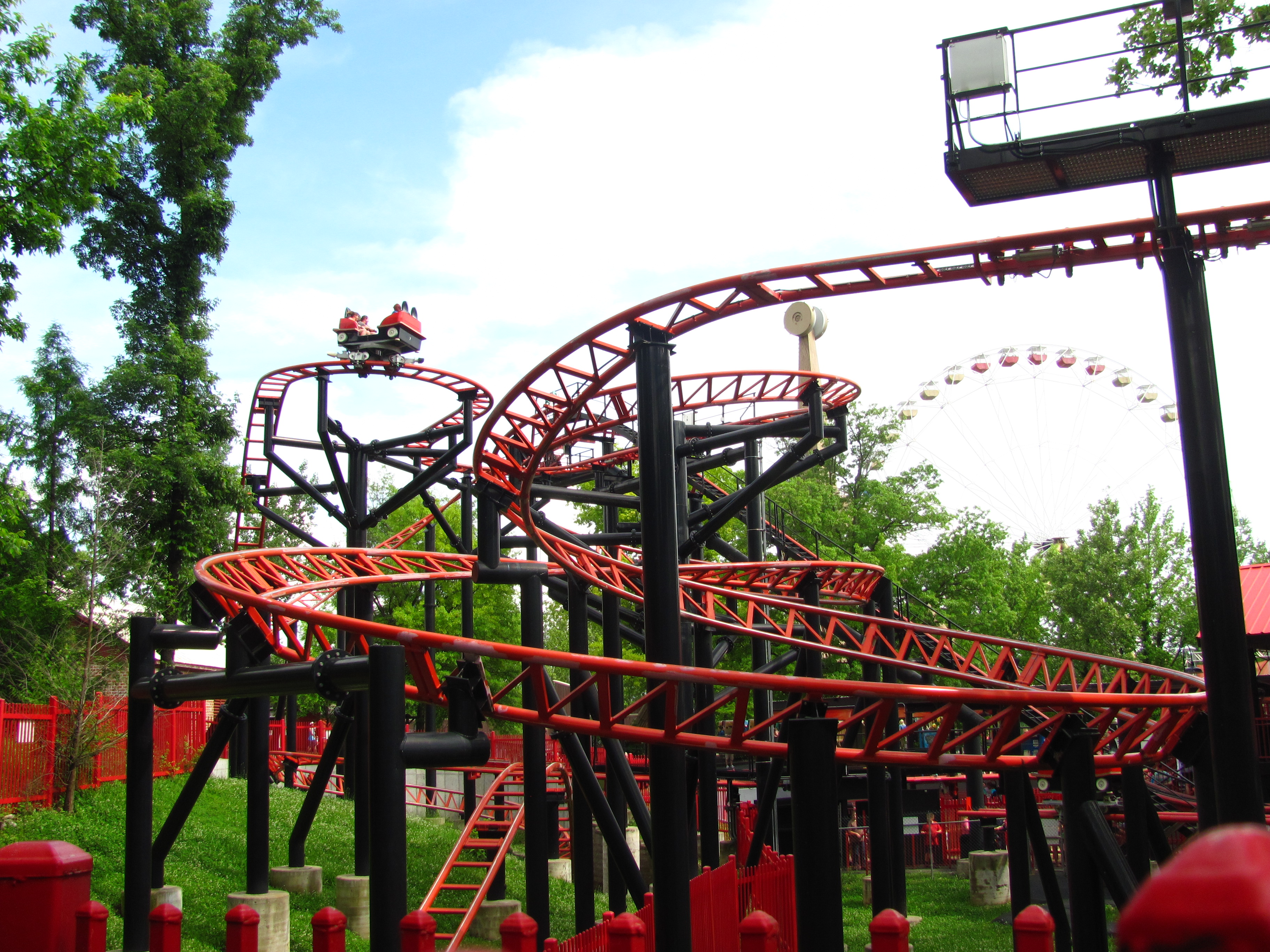
Pandemonium
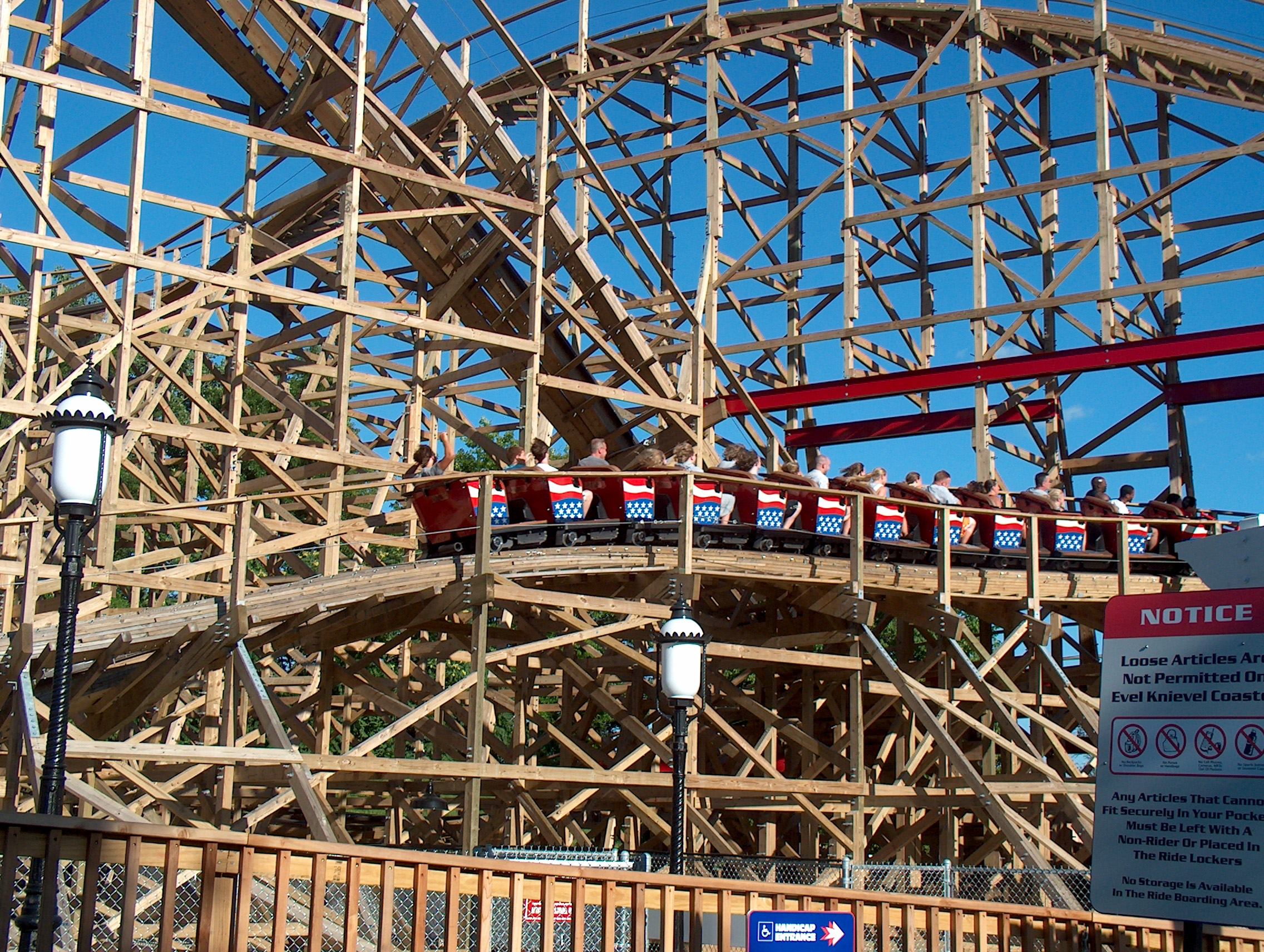
American Thunder

#### Disparues
| Nom                   | Type                                      | Constructeur                    | Année d'ouverture Année de fermeture |
| --------------------- | ----------------------------------------- | ------------------------------- | ------------------------------------ |
| Big Bend              | montagnes russes assises                  | Anton Schwarzkopf               | 1980 - 1989                          |
| Jet Scream            | montagnes russes assises                  | Anton Schwarzkopf               | 1981 - 1987                          |
| River King Mine Train | montagnes russes assises Train de la mine | Arrow Dynamics                  | 1971 - 1988                          |
| Rockin' Roller        | Montagnes russes assises junior           | Bradley et Kaye / Little Dipper | 1975 - 2008                          |

### Attractions aquatiques
| Nom           | Type                     | Constructeur   | Année |
| ------------- | ------------------------ | -------------- | ----- |
| Log Flume     | Bûches                   | Arrow Dynamics | 1971  |
| Thunder River | Rivière rapide de bouées | Intamin        | 1983  |
| Tidal Wave    | Shoot the Chute          | Hopkins Rides  | 1991  |

### Autres attractions

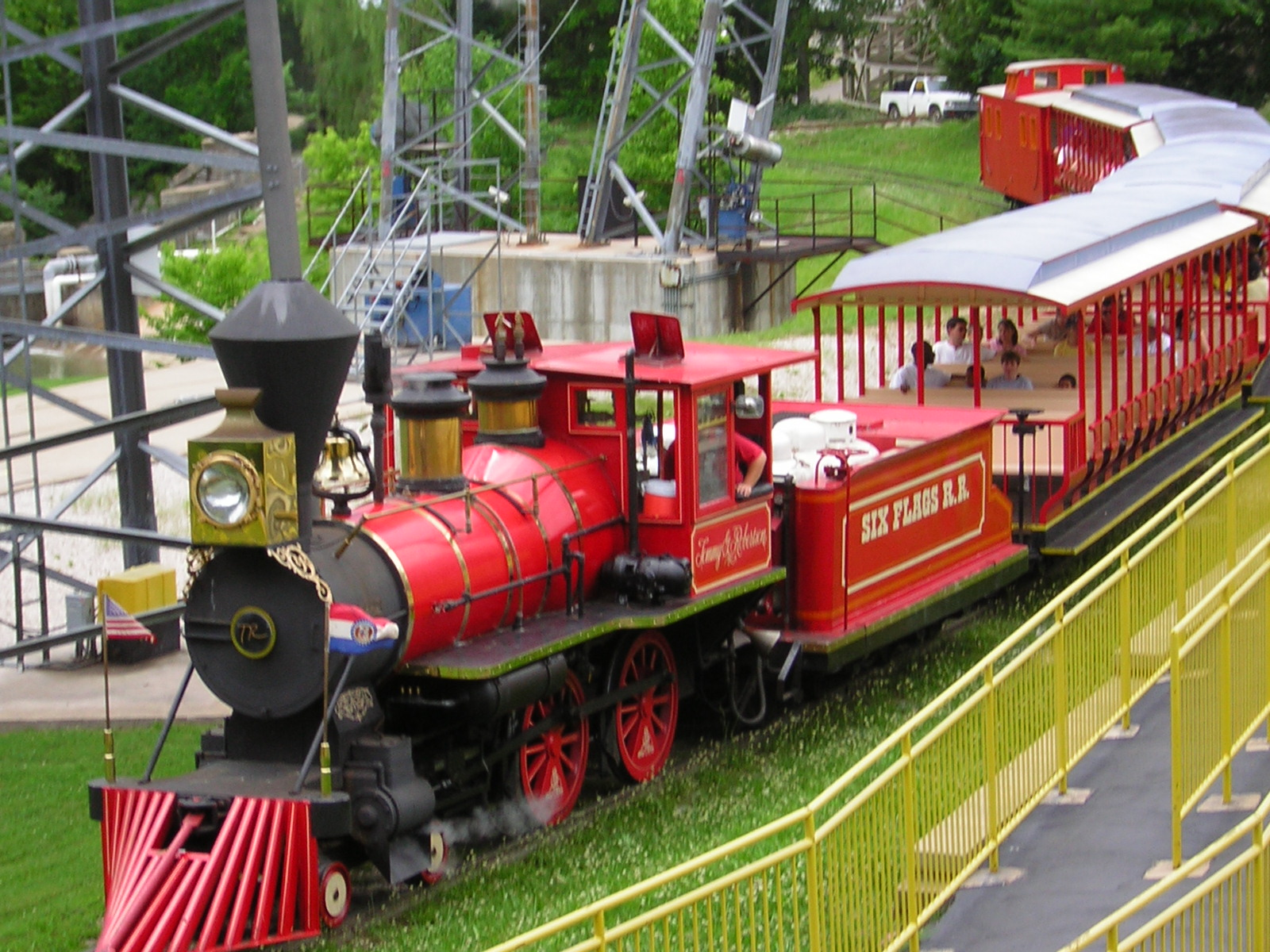
Tommy G. Robertson

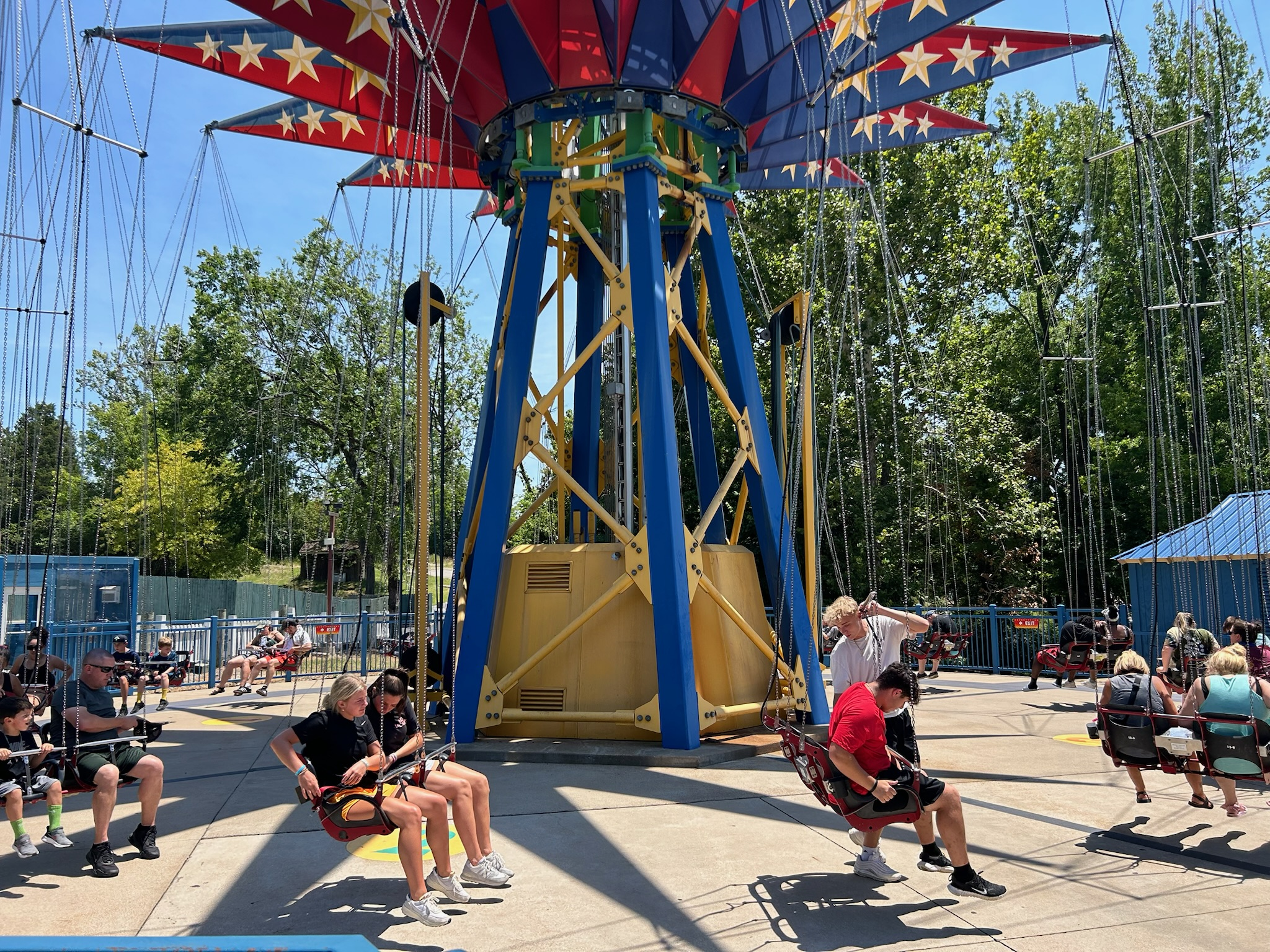
SkyScreamer

| Nom                                   | Type                         | Constructeur                      | Année d'ouverture |
| ------------------------------------- | ---------------------------- | --------------------------------- | ----------------- |
| Colossus                              | Grande roue                  | Carrousel Holland B.V.            | 1986              |
| Grand Ole Carousel                    | Carrousel                    | Philadelphia Toboggan Coasters    | 1972              |
| Highland Fling                        | Enterprise                   | Anton Schwarzkopf                 | 1977              |
| Kiddie-Go-Round                       | Carrousel                    | Allan Herschell Company           | 1975              |
| Justice League: Battle for Metropolis | Parcours scénique interactif | Sally Corporation/Alterface       | 2015              |
| Shazam                                | Scrambler                    | Eli Bridge Company                | 1972              |
| SkyScreamer                           | Star Flyer                   | Funtime                           | 2011              |
| Supergirl                             |                              |                                   | 2019              |
| Superman: Tower of Power              | Tour de chute                | Intamin                           | 2006              |
| The Joker Inc.                        | Bateau à bascule             | Intamin                           | 1980              |
| Tommy G. Robertson                    | Train                        | Crown Metal                       | 1971              |
| Xcalibur                              | Evolution                    | Ronald Bussink Professional Rides | 2003              |
| Yosemite Sam Tugboat Tailspin         | Rockin' Tug                  | Zamperla                          | 2006              |